# Александров-Уважный, Михаил Павлович
Михаил Павлович Александров-Уважный (1758—1813) — русский скульптор; академик Императорской Академии художеств.

## Биография
Михаил Александров родился в 1758 году в семье гайдука Придворного ведомства. Был принят в Петербургскую Академию художеств в 1764 года, а 13 сентября 1779 года  Александров был награжден при выпуске двумя серебряными медалями за «лепление с натуры». 
Для совершенствования мастерства был послан в Париж и Рим в качестве пенсионера, откуда прислал две статуи своей работы: «Умирающего бойца» — в сентябре 1782 года и «Покоящегося Геркулеса» — в 1784 году, после чего был признан назначенным в академики; звание же академика получил 17 июля 1785 года за исполнение программы «Давид, торжествующий над Голиафом». 
Не находя себе подходящих занятий, он просил Академию об определении его на какую бы то ни было должность для выхода из крайне трудного материального положения, но это ходатайство не было удовлетворено и он совершенно погряз в долгах. Тем не менее Михаил Павлович Александров хлопотал в 1794 году вместе со своими братьями — живописцем Василием (родился в 1770 году; учился в ИАХ с 1776 по 1791 год) и придворным лакеем Петром — о выдаче им дворянских грамот на имя Александровых, представив доказательства о признании их дворянами более 100 лет под этой фамилией, к которой их отец, неизвестно почему, присоединил прозвище Уважного. 
Из работ Александрова известны также модель мавзолея для князя Потемкина (1791) и эскизы фигур для биржевого зала в Санкт-Петербурге представленные автором в 1807 году. После 1807 года библиографических сведений о М. М. Александрове-Уважном не найдено.